# Sebastian Wulff
Sebastian Wulff (Den Haag, 7 mei 1989) is een Nederlands acteur, televisiemaker en presentator. Wulff is vooral bekend geworden bij het Nederlandse publiek door zijn rol als Luxor de Haan in de jeugdserie SpangaS. Verder presenteerde hij in de zomer van 2006 een paar weken Villa Achterwerk.

## Levensloop
Wulff deed de opleiding kleinkunst/cabaret aan de Koningstheateracademie in 's-Hertogenbosch. Voor die tijd zat hij op het Walburg College in Zwijndrecht.
Vanaf februari 2011 was Wulff te zien in de tv-serie Raveleijn, een verhaal geschreven door Paul van Loon voor de Efteling en RTL 4. Wulff speelde in de kinderserie de rol van ruiter Joost. Ook vertolkte hij diverse gastrollen, onder andere in Flikken Maastricht, Bennie Stout en Doris.
Naast zijn acteercarrière produceerde Wulff televisieformats voor NPO Zapp en online formats voor televisie en films, zoals Feuten en Kenau, en online videocontent voor diverse klanten. Ook hield hij zich bezig met het management van socialemediatalent. Zo ondersteunde hij onder anderen JayJay Boske, Kimberley Klaver en Anna Nooshin met hun online videoformats.
Inmiddels woont Wulff in Los Angeles en houdt hij zich bezig met influencermarketingtechnologie en -management bij het bedrijf Brandwatch.

## Filmografie
- Ben zo terug (2000), aflevering 3.1
- Villa Achterwerk (2006), zomerpresentatie
- SpangaS (2007-2011), als Luxor de Haan
- SpangaS op survival (2009), als Luxor de Haan
- Raveleijn (2011), als ridder Joost Woudenberg
- Bennie Stout (2011), als agent De Bruin
- Doris (2013), als ober
- Flikken Maastricht (2014), als koerier in Maastricht
- Danni Lowinski (2016)